# 911
911 (CMXI) je bilo navadno leto, ki se je po julijanskem koledarju začelo na torek.

## Dogodki
- 1. januar

## Smrti
- Ludvik Otrok, kralj Vzhodne Frankovske in Lotaringije (* 893)